# Хольстебро (коммуна)
Хольстебро (дат. Holstebro Kommune) — датская коммуна в составе области Центральная Ютландия. Площадь — 800,19 км², что составляет 1,86 % от площади Дании без Гренландии и Фарерских островов. Численность населения на 1 января 2008 года — 57020 чел. (мужчины — 28429, женщины — 28591; иностранные граждане — 2112).

## Изображения

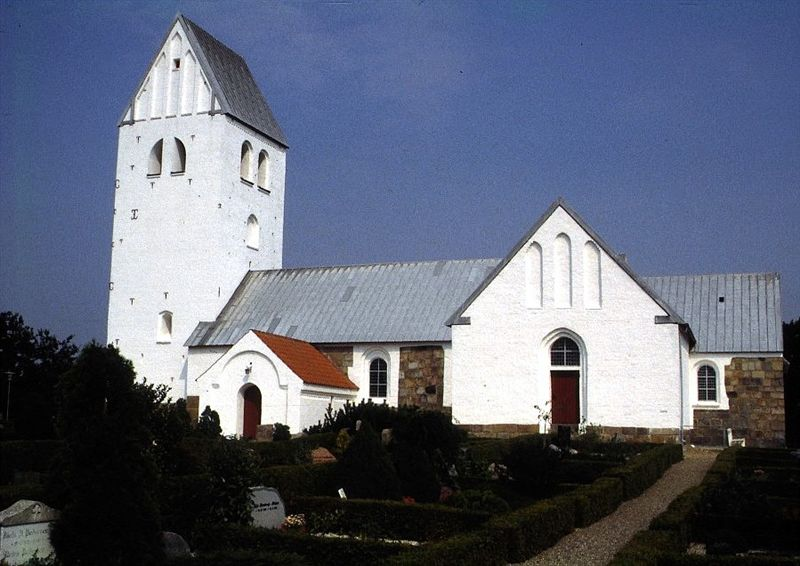
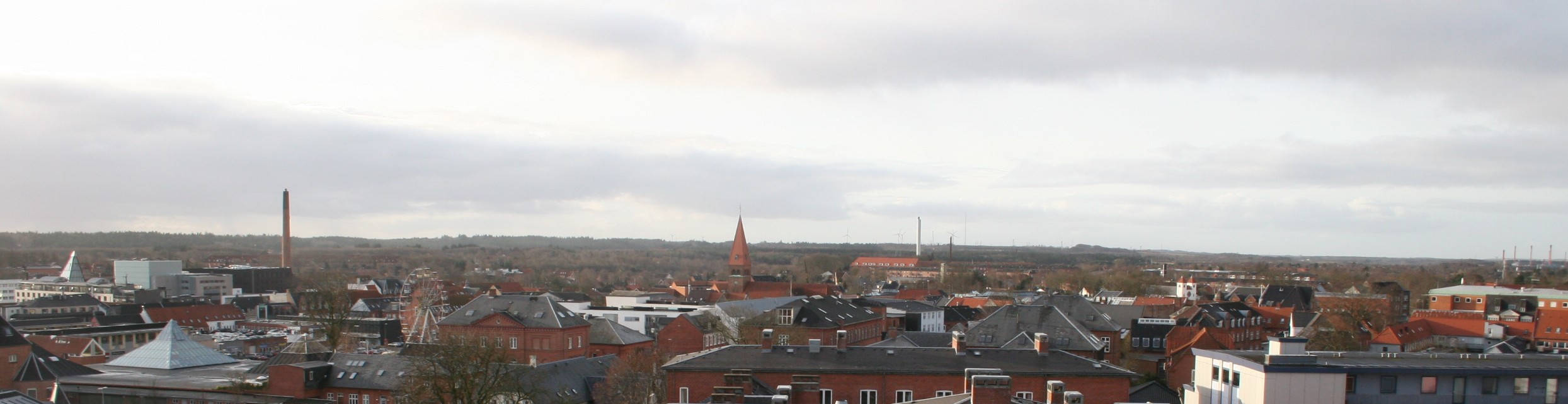
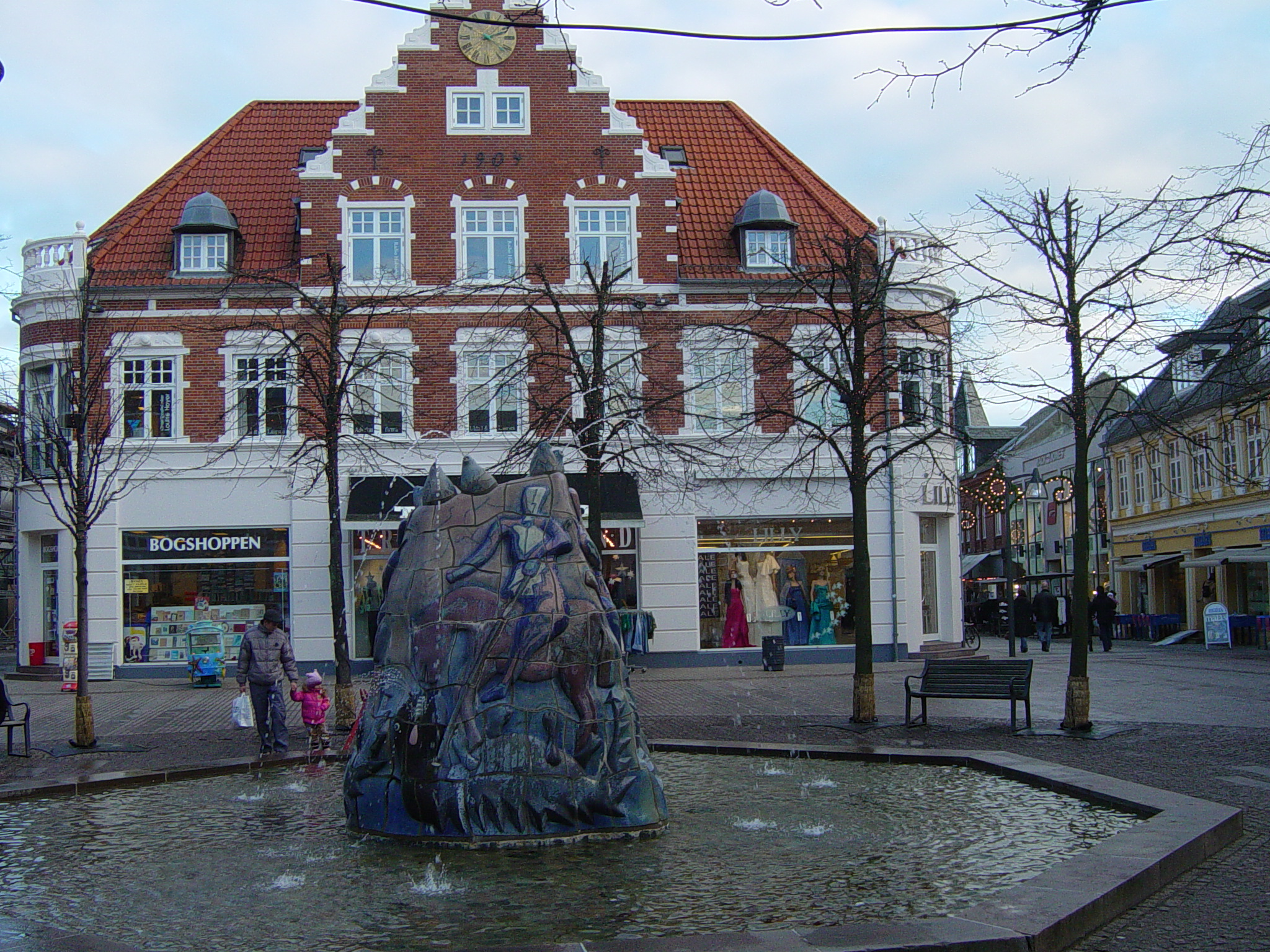
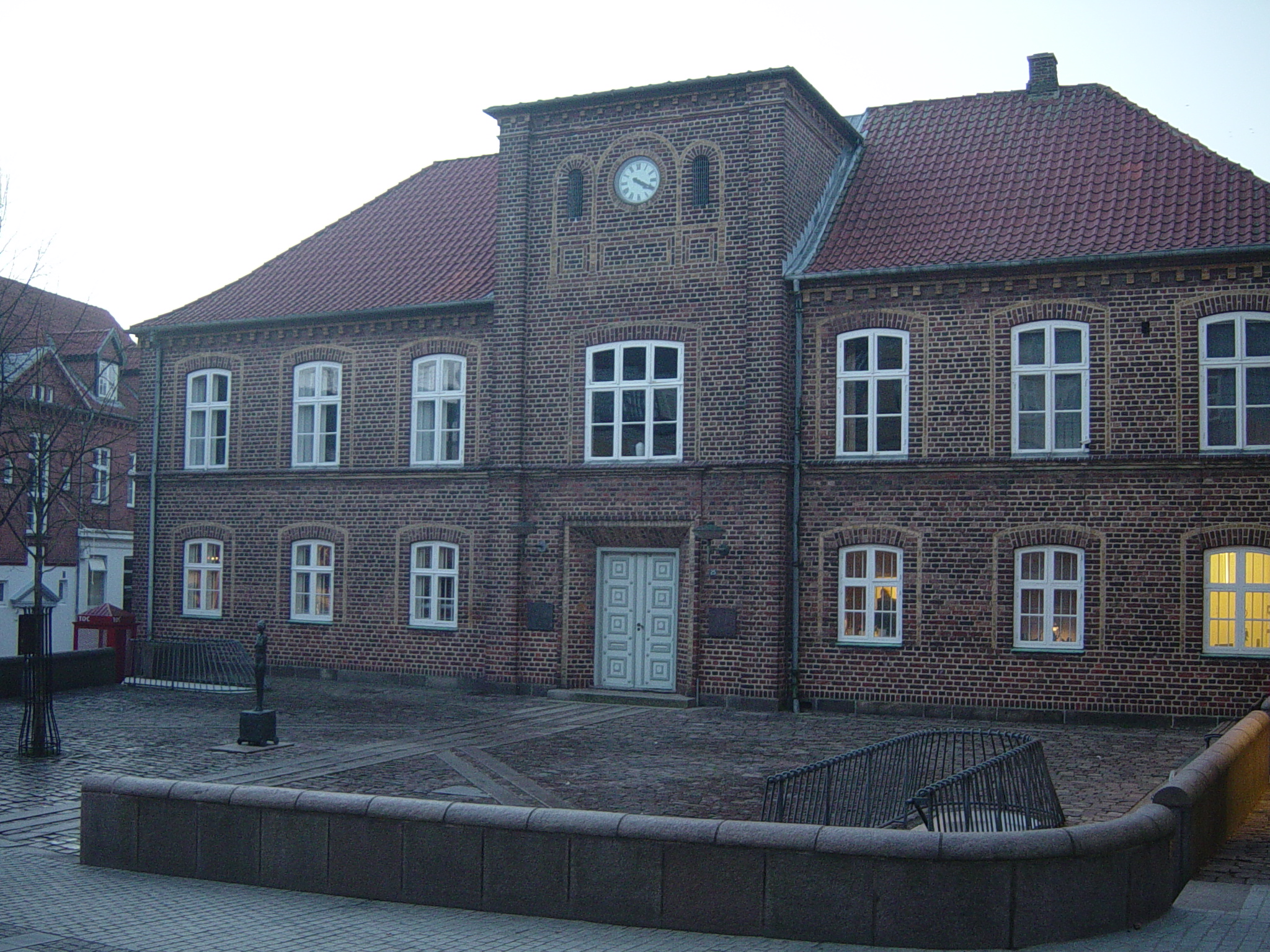
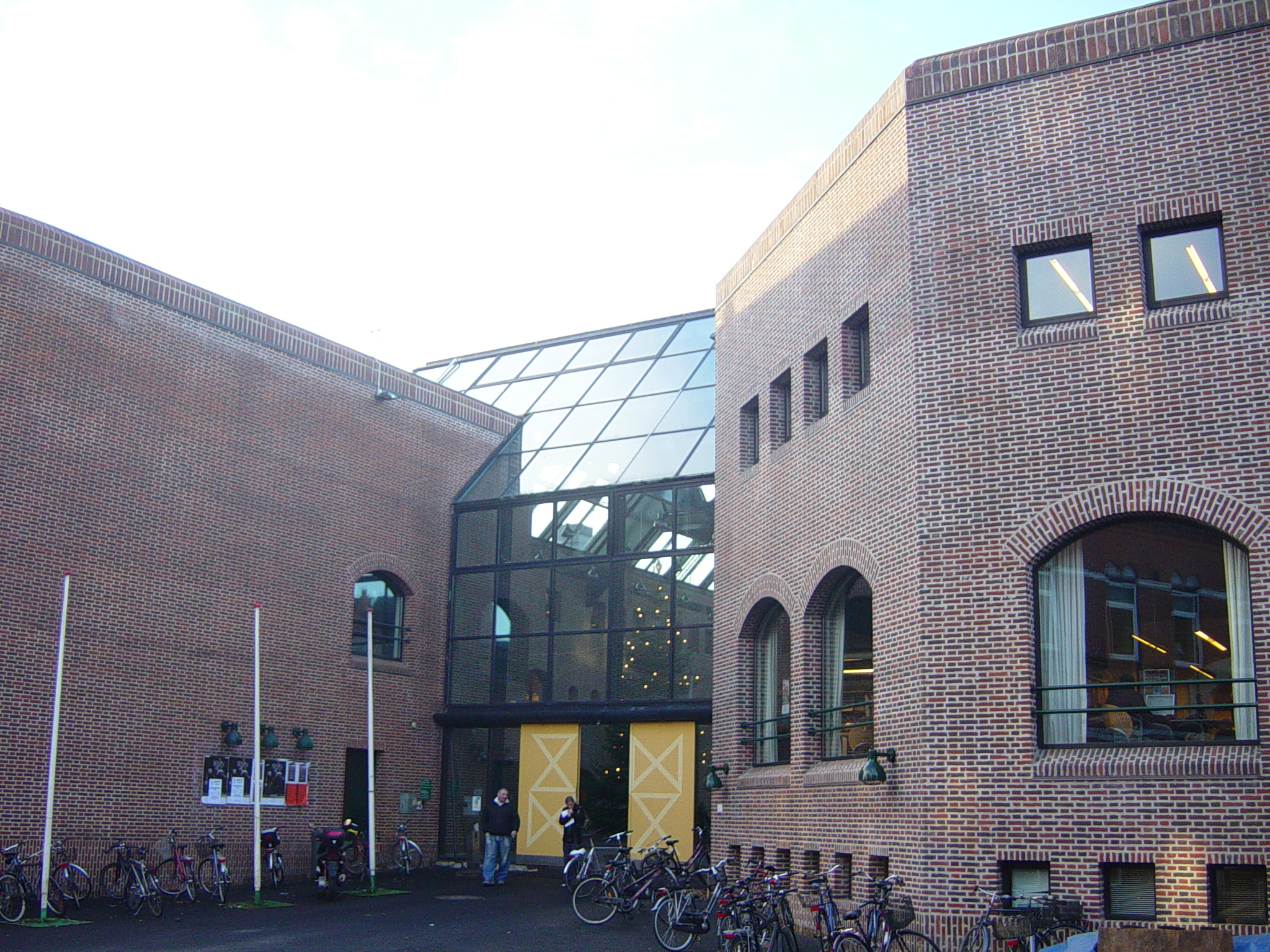

## Железнодорожные станции
- Бур (Bur)
- Хольстебро (Holstebro)
- Твис (Tvis)
- Ульфборг (Ulfborg)
- Вемб (Vemb)
- Виннеруп (Vinderup)